# Animate Records
Animate Records est un label allemand, spécialisé dans le death metal et le black metal.

## Biographie
Le label créé en 2002 publie des CD et des LP ; au cours de ces dernières années, il se concentre sur les disques vinyles.
En avril 2014, il crée "Animate Recorpse" pour diffuser le merchandising des groupes produits.

## Groupes
Les groupes suivants sont en contrat ou ont signé avec Animate Records :
- Belphegor
- Bloodbath
- Coercion
- Control Denied
- Cryptopsy
- Darkened Nocturn Slaughtercult
- Grave
- Kataklysm
- Krisiun
- Lock Up
- Napalm Death
- Purgatory
- Samael
- Terrorizer
- Unleashed
- Vomitory

## Source de la traduction
- (de) Cet article est partiellement ou en totalité issu de l’article de Wikipédia en allemand intitulé « Animate Records » (voir la liste des auteurs).